# Nuno Sociedade
Nuno Alexandre Teixeira Sociedade (Ponta Delgada, 6 de janeiro de 1979) é um futebolista português. Joga atualmente no Clube Desportivo Santa Clara, que disputa a Liga de Honra.